# Traffic in Souls

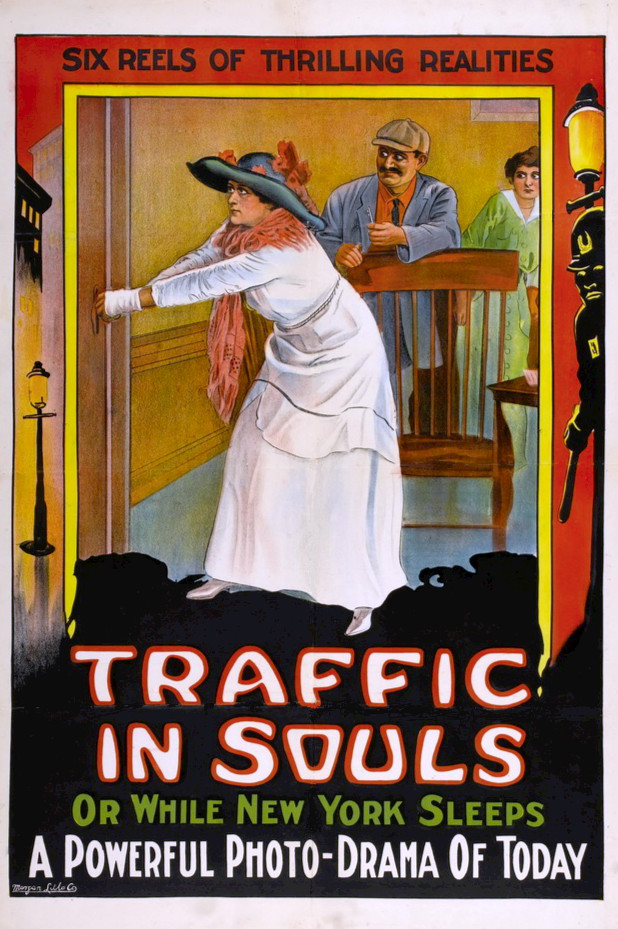

Traffic in Souls est un film muet américain réalisé par George Loane Tucker et sorti en 1913.

## Synopsis
Dès leur arrivée à New York, deux jeunes suédoises se voient offrir, par des hommes respectables, des emplois bien rémunérés qui se révéleront des traquenards pour les contraindre à se prostituer.

## Fiche technique
- Réalisation : George Loane Tucker
- Date de sortie : États-Unis : 24 novembre 1913

## Distribution
- Jane Gail
- Ethel Grandin
- William H. Turner
- Matt Moore